# Alsólupkó
Alsólupkó, 1911-ig Ljupkovadolnja (románul: Liubcova vagy Liubcova de Jos, szerbül: Љубкова, csehül: Libková) falu Romániában, a Bánságban, az Al-Dunánál. Újmoldovától 30 km-re kelet–délkeletre, a Duna bal partján található.

## Története
A török hódoltság előtt települt szerb lakossággal. Névváltozatai: Dolna Lupqıva (1554), Lyubkowa (1689), Dolna Lupkova (1829), Alsó Liupkova (1840), Ljubkova dolnja (1873). Neve a Ljubko délszláv férfinévből keletkezett, -ova képzővel.
Lupkova palánkvárát a törökök 1600 körül építették. Kezdetben hetven, később kb. negyven fős, főként martalócokból álló helyőrség védte. 1689-ben felhagyták.
Lakói korábban a mai falutól egy kilométerre keletre, a Veliki Breg nevű helyen éltek. 1721-ben németeket telepítettek be, de a szerbekkel való feszültségeik miatt nemsokára továbbköltöztek.
1774-től a katonai határőrvidékhez tartozott. 1788-ban a támadó török hajóhad legénysége kétnapos harcban felőrölte a Koča Anđelković vezette határőr csapatot. Az életben maradtakat karóba húzták.
A Határőrvidék feloszlatása után Szörény, majd Krassó-Szörény vármegyéhez csatolták.

## Népessége
1900-ban 1561 lakosából 1204 volt szerb, 246 román, 51 cigány, 33 cseh és 23 német nemzetiségű; 1499 ortodox és 60 római katolikus vallású.

2002-ben 1258 lakosából 764 volt román, 323 szerb, 109 cigány és 55 cseh nemzetiségű; 1162 ortodox és 66 római katolikus vallású.

## Látnivalók
- Szerb ortodox templom (1794).
- Koča Anđelković és társainak emlékműve.